# Drepanis
Drepanis Temminck, 1820 è un genere di uccelli passeriformi fringillidi della tribù dei Drepanidini, endemico delle Hawaii.

## Etimologia

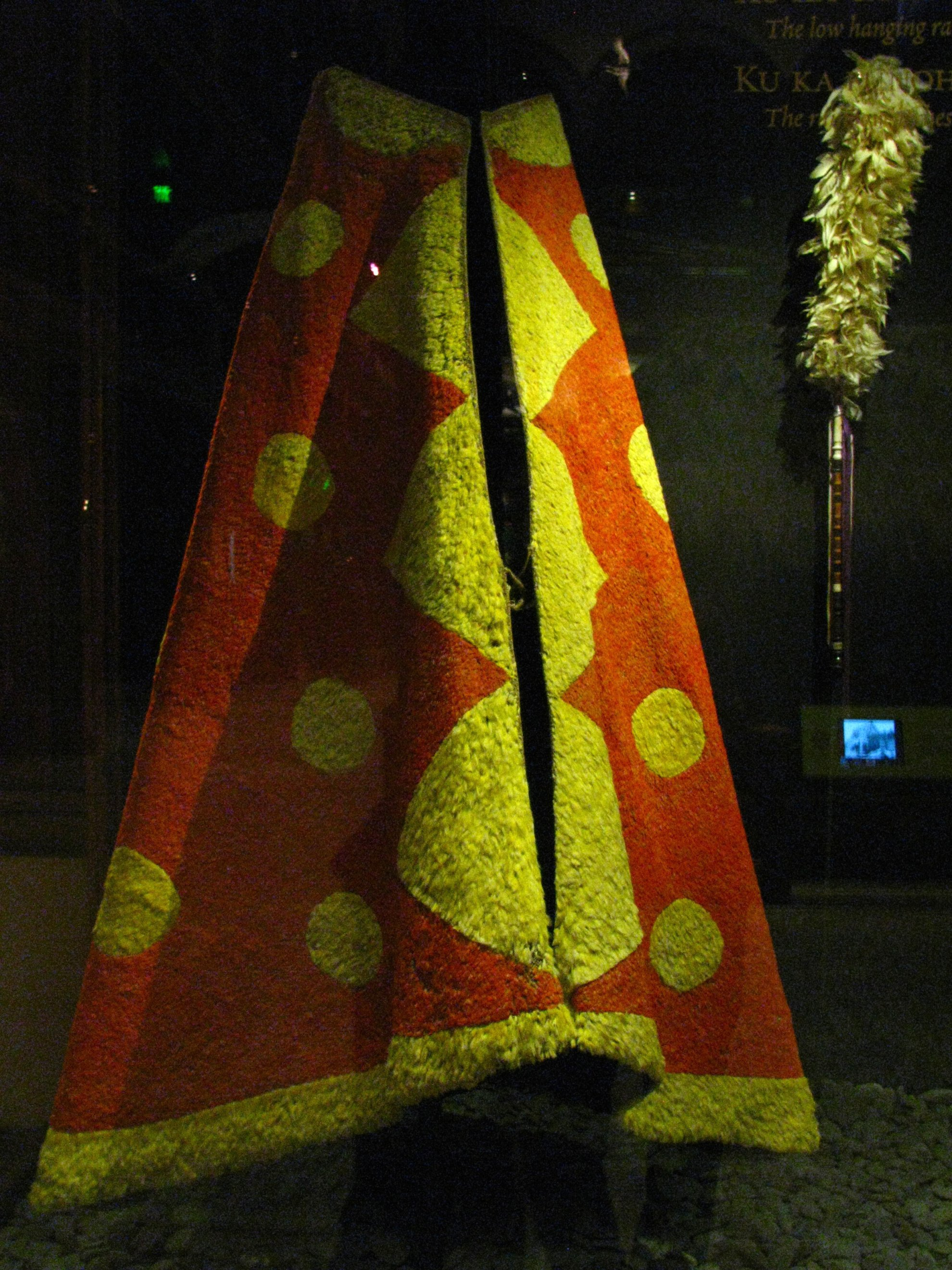
ʻAhu ʻula (mantello rituale) indossata dalla nobiltà hawaiiana: le porzioni rosse sono ottenute con penne di ʻiiwi, quelle gialle con penne di mamo e ʻoʻo.

Il nome scientifico del genere, Drepanis, deriva dal greco δρεπανη (drepanē, "falce"), in riferimento alla forma del becco di questi uccelli.

## Descrizione
Al genere vengono ascritte specie di dimensioni medio-piccole (15–23 cm), caratterizzate dall'aspetto del corpo che ricorda tutto sommato quello di un canarino, ma con collo e testa più grossi e soprattutto un inconfondibile becco lungo anche una volta e mezza la testa e ricurvo verso il basso. Le due specie di mamo presentavano piumaggio in prevalenza nero, con presenza di  bianco e giallo su remiganti e coda, mentre l'iiwi è prevalentemente rosso, con ali e coda nere.

## Distribuzione e habitat
Tutte le specie sono endemiche delle Hawaii: il mamo nero abitava l'isola di Molokai, il mamo di Hawaii abitava l'isola di Hawaii, mentre l'iiwi è diffuso un po' su tutte le isole dell'arcipelago. Il loro habitat è costituito dalle aree di foresta con abbondante sottobosco.

## Biologia
Si tratta di uccelli diurni, che si muovono perlopiù da soli o in piccoli gruppi familiari. La loro dieta è essenzialmente nettarivora, potendo raggiungere mediante il lungo becco le parti più profonde dei fiori dalla corolla a forma di tubo, come quella (lunga fino a 5 cm) delle lobelie.

## Tassonomia
Il genere comprende le seguenti specie:
- Drepanis coccinea (Forster, 1780) - iiwi
- Drepanis funerea Newton, 1893 - mamo nero †
- Drepanis pacifica (Gmelin, 1788) - mamo di Hawaii †

Talvolta, anche le specie dei generi Palmeria e Himatione vengono ascritte a Drepanis, dal quale per contro l'iiwi viene da alcuni autori separato per comporre un proprio genere monotipico, Vestiaria. Nell'ambito della tribù dei Drepanidini, il genere Drepanis, oltre ad essere filogeneticamente molto vicino ai summenzionati Palmeria e Himatione, si dimostra vicino anche a Ciridops, col quale forma un clade.